# Christel Lee
Christel Lee, née le 25 octobre 1990 à Bloomington (Indiana), est une violoniste américano-coréenne.
Elle remporte le 11e prix international Jean-Sibelius en 2015.